# Christiane Körner (Übersetzerin)
Christiane Körner (* 1962 in Recklinghausen) ist eine deutsche Literaturübersetzerin aus dem Russischen.

## Leben und Werk
Körner studierte Germanistik, Slawistik und Politikwissenschaft an den Universitäten Köln und Frankfurt am Main. Sie war von 1990 bis 1993 DAAD-Lektorin in Moskau. Seit 1999 ist sie eine freiberufliche Übersetzerin aus dem Russischen, sie hat u. a. Werke von Lew Tolstoi, Dmitri Prigow, Vladimir Sorokin, Tatjana Nikititschna Tolstaja, Alissa Arkadjewna Ganijewa, Lidija Jakowlewna Ginsburg, Gaito Gasdanow, Pawel Jakowlewitsch Salzman und Nadeschda Mandelstam ins Deutsche übertragen.
Seit 2011 leitet Körner zusammen mit Irina Alexejewa die Russisch-deutsche Übersetzerwerkstatt ViceVersa. Sie übersetzt vorrangig Belletristik, Essays, Sachbücher, Kunstliteratur und Märchen, mit besonderem Interesse an Gegenwartsliteratur, phantastischer Literatur und umgangssprachlichen Texten.
Körner leitete 2013 in Straelen zusammen mit Irina Alexejewa eine „Russisch-Deutsche Werkstatt für literarische Übersetzer“ aus der Reihe „ViceVersa“, Deutscher Übersetzerfonds. Ein Europäisches Übersetzer-Kollegium, EÜK, war der Koordinator, das Goethe-Institut Moskau war beteiligt. Eine weitere solche ViceVersa-Werkstatt fand im August 2017 wiederum im Straelener EÜK statt.
Körner ist Mitglied im Verband deutschsprachiger Übersetzer literarischer und wissenschaftlicher Werke, VdÜ. Sie lebt in Frankfurt am Main.

## Ehrungen
- Paul-Celan-Preis 2017 für herausragende Übersetzungen als Gesamtwerk; zusätzlich würdigt die Jury die Übersetzung des 2016 erschienenen monumentalen Romanfragments Die Welpen von Pawel Salzman, durch die es Körner auf bewundernswürdige Weise gelingt, eine völlig neue, filmisch übergenaue, dabei perspektivisch zersplitterte Sprache von fast schmerzhafter Tiefenschärfe virtuos und hochpoetisch wiederzugeben.
  - Laudatio durch Bettina Kaibach aus diesem Anlass, und Dank Körners, in Übersetzen, online-Fassung, 2018 (Text in der Print-Ausgabe in Heft 1, 2018 ist gekürzt)

## Arbeiten (Auswahl)

### Als Übersetzerin
- Immerhin ein Ausweg. Erzählungen russischer Autorinnen der Gegenwart. Anthologie. dtv zweisprachig, München 2003
- Alissa Ganijewa: Die russische Mauer. Suhrkamp, Berlin 2014
- Alissa Ganijewa: Eine Liebe im Kaukasus Suhrkamp, Berlin 2016
- Lidia Ginsburg: Aufzeichnungen eines Blockademenschen. Suhrkamp, Berlin 2014
  - Rezension: Karla Hielscher, im Deutschlandfunk, 30. Oktober 2014
- Wassili Grossman: Armenische Reise. Claassen, Berlin 2024, ISBN 978-3-546-10093-9.
- Nina Lugowskaja: Ich will leben. Hanser Verlag, München 2005
- Nadeschda Mandelstam: Erinnerungen an Anna Achmatowa. Suhrkamp, Berlin 2011
- Dmitri Prigow: Moskau – Japan und zurück. Folio Verlag, Wien 2007
- Pawel Salzman: Die Welpen. Matthes & Seitz, Berlin 2016
- Dmitri Sawizki: Ein Walzer für K, in Neue Rundschau 4, 2008
- Tatjana Tolstaja: Kys. Rowohlt, Berlin 2003
- Andrej Wolos: Der Animator. Hanser, München 2007

### Als Mit-Übersetzerin
- Berlin-Moskau – Moskau-Berlin 1950–2000. Nicolaische Verlagsbuchhandlung, Berlin 2003
- Traumfabrik Kommunismus. Hatje Cantz, Ostfildern 2003
- Ilya Kabakov: Die totale Aufklärung. Moskauer Konzeptkunst 1960–1990. Ausstellung Schirn Kunsthalle. Hatje Cantz, Ostfildern 2008
- Natalja Gontscharowa: Zwischen russischer Tradition und europäischer Moderne. Ausstellungskatalog. Hatje Cantz, Ostfildern 2009
- (mit Maria Rajer, Andreas Weihe) Wassili Grossman: Stalingrad. Nachwort von Robert Chandler. Claassen, Berlin 2022, ISBN 978-3-546-10013-7.
- (mit Annelore Nitschke) Jochen Hellbeck, Hg.: Die Stalingrad-Protokolle. Sowjetische Augenzeugen berichten aus der Schlacht. Fischer, Frankfurt 2012; auch Büchergilde Gutenberg
- Viktor Jerofejew: Vorbereitung für die Orgie. DuMont, Köln 2000
- Ilya Kabakov stellt vor: Leben und Werk von Charles Rosenthal. Stroemfeld, Frankfurt 2000. ISBN 978-3-87877-780-9
- (mit Sabine Baumann)  Vladimir Nabokov: Alexander Puschkin: „Eugen Onegin. Ein Versroman“. Kommentar und Register. Stroemfeld, Frankfurt 2009
- (mit Olga Radetzkaja) Olga Slawnikowa: 2017. Matthes & Seitz, Berlin 2016
- Vladimir Sorokin: Telluria. KiWi, Köln 2015
- Lew Tolstoi: Für alle Tage. Ein Lebensbuch. C. H. Beck, München 2010

### Als Herausgeberin und Übersetzerin
- (Hg. mit Natalija Nossowa) Der Irrtum. Erzählungen der 1930er und 1940er Jahre. Ošibka. Russkie rasskazy dtv zweisprachig, München 1999
- Russische Volksmärchen. Narodnye russkie skazki. dtv zweisprachig, München 2002
- Das schönste Proletariat der Welt. Junge Erzähler aus Russland. Suhrkamp, Berlin 2011